# 炮火之中
《炮火之中》（阿拉伯语：‎）是一部黎巴嫩剧情片，导演是黎巴嫩籍的菲利浦·阿拉克廷基，2007年出品。该片于2007年9月在威尼斯电影节上献映，获得了EIUC人权奖和 ARCA青年奖。该片还参与了迪拜国际电影节等许多其他国际电影节，并获得多个奖项。该片是黎巴嫩选送参与2009年奥斯卡最佳外语片奖角逐的影片。影片的拍摄工作开始于2006年夏以色列对黎巴嫩南部的战争之中，并一直持续到停火数月之后。因此该片中很多战争的见证人是事实存在的，而非演员。而片中出现的很多轰炸与流血场景，也是战争的真实纪录。

## 故事提要
战争结束之后，在迪拜生活的齐娜回到了祖国黎巴嫩，寻找在南部家乡和自己妹妹住在一起的儿子卡里姆。在贝鲁特，齐娜遇到了出租车司机托尼，托尼同意带她前往尚处于动荡中的南部，他们开始了一段充满艰辛的寻亲之旅。

## 演员
娜达·阿布·法尔哈（ندى أبو فرحات） 饰 齐娜 
 乔治·哈巴兹（جورج خبّاز） 饰 托尼 
 拉维娅·沙布（راوية الشب） 饰 宾馆女服务员 
 巴沙尔·阿塔拉 饰 记者 
 以上四人是全部的演员。影片中出现的其他人物都是真人而非演员。

## 奖项
2007年 威尼斯电影节 EIUC人权奖  ARCA青年奖 
 2007年 迪拜国际电影节 最佳影片 最佳女主角（娜达·阿布·法尔哈）